# Tomás Maldonado
Tomás Maldonado (Buenos Aires, 25 de abril de 1922 – Milão, 26 de novembro de 2018) foi um pintor, designer, filósofo e professor argentino.
Começou a ensinar em 1955 na escola "Hochschule für Gestaltung Ulm" (HfG-Ulm — Escola de Ulm) na Alemanha, a convite do fundador e seu primeiro director Max Bill, cargo que Tomás Maldonado assumirá entre 1964 e 1966.
É considerado um dos principais fundadores do "Modelo de Ulm", doutrina que ainda exerce influência em todas as escolas de design industrial, por todo o mundo. 

## Biografia
A sua formação académica iniciou-se na Escuela Nacional de Bellas Artes Prilidiano Pueyrredon (IUNA) em Buenos Aires, iniciando aqui o seu percurso assente na defesa de uma abstracção ponderada e racional.
Em 1946 foi publicado na revista Arte Concreto-Invención, em Buenos Aires, o Manifesto Invencionista assinado por Tomás Maldonado, Jorge Brito, Alfredo Hlito, e Claudio Girola. Nele é reafirmado o fim da arte como representação e ilusão, e que "a estética científica substituirá a milenar estética especulativa e idealista.
Em 1948 conhece Max Bill; seis anos depois é convidado a leccionar na Hochschule für Gestaltung Ulm (HfG).
De 1955 a 1967, lecciona design na Escola de Ulm (Hochschule für Gestaltung Ulm), Alemanha. De 1964 a 1966, é reitor desta mesma instituição.
Em 1965 é Lethaby lecturer do Royal College of Arts de Londres. Em 1966 é nomeado membro do Council of Humanities da Universidade de Princeton (EUA), onde ensinará entre 1967 e 1970.
De 1966 a 1969, torna-se presidente da comissão executiva do ICSID. De 1976 a 1984, foi professor de Design Ecológico (Environmental Design) primeiro na Faculdade de Letras e Filosofia da Universidade de Bolonha, depois, entre 1984 e 1987 na Faculdade de Arquitectura do Politécnico de Milão.
De 1977 a 1981 foi diretor da revista italiana de arquitectura Casabella.

## Obra

### Citações
"O engenheiro trabalha com o quilômetro, o arquiteto com o metro, o designer com o centímetro".— http://www.pensador.info/tomas_maldonado/

### Trabalhos selecionados
- Ulm, Science and Design (1964)
- La Sperenza Progettuale (1970); Eng. trans .: Design, Nature, and Revolution: Toward a Critical Ecology (1972, 2019)
- A arquitetura é um texto?
- Rumo a um Racionalismo Ecológico
- Técnica e Cultura, o debate alemão entre Bismarck e Weimar
- O Heterodoxo (1998)